# Condado de Robertson (Tennessee)
O Condado de Robertson é um dos 95 condados do Estado americano do Tennessee. A sede do condado é Springfield, e sua maior cidade é Springfield. O condado possui uma área de 1,235 km² (dos quais 1 km² estão cobertos por água), uma população de 54 433 habitantes, e uma densidade populacional de 44 hab/km² (segundo o censo nacional de 2000). O condado foi fundado em 1796.